# Страх съедает душу
«Страх съедает душу» (нем. Angst essen Seele auf, дословно «Страх съедать душа») — кинофильм немецкого режиссёра Райнера Вернера Фасбиндера, выпущенный в 1974 году. Вольный ремейк классической мелодрамы Дугласа Сирка «Всё, что дозволено небесами» (1955). Фильм участвовал в конкурсе Каннского кинофестиваля 1974 года.
Сам Фасбиндер в списке своих лучших фильмов, составленном за год до смерти, поставил этот фильм на восьмое место.

## Создание
Фильм был снят за пятнадцать дней в сентябре 1973 года. Он планировался как кинематографическое упражнение во время паузы между съёмками фильмов «Марта» и «Эффи Брист».
Роль Али сыграл любовник режиссёра Эль Хеди бен Салем. В роли хозяйки бара Барбары снялась австрийская актриса Барбара Валентин, которая в 80-х годах была спутницей жизни Фредди Меркьюри, легендарного вокалиста группы Queen.

## Сюжет
Укрывшись от дождя в баре для иностранцев, пожилая вдова Эмми Куровски (Бригитта Мира), которая работает уборщицей, знакомится с Али (Эль Хеди Бен Салем), молодым рабочим-автомехаником из Марокко. Али танцует с Эмми, они разговаривают друг с другом, он провожает её домой и остается на ночь. В итоге они становятся мужем и женой.
Окружающие не могут понять этот брак. Трое взрослых детей Эмми стыдятся своей матери и перестают с ней общаться, соседи судачат, владелец магазина отказывается её обслуживать. Сослуживцы Эмми тоже презирают её. Не выдержав этого давления, Эмми и Али уезжают на несколько недель в отпуск. Вернувшись домой, они поражаются неожиданной дружелюбности детей, соседей и коллег. Но эта перемена объясняется прежде всего деловыми интересами: соседке нужно использовать подвал Эмми для хранения вещей, сын просит её посидеть с ребёнком, владелец магазина не хочет терять постоянную покупательницу. Когда внешнее давление на Эмми и Али ослабевает, у пары возникают внутренние проблемы. Несмотря на угрызения совести, Али снова начинает встречаться с хозяйкой бара (Барбара Валентин).
Когда, придя в бар за Али, Эмми, как в начале фильма, снова танцует с ним, он падает в обморок. В больнице у него обнаруживают язву желудка, которая, как объясняет врач, вследствие стресса является очень распространенным заболеванием в среде гастарбайтеров. Даже если Али поправится, через полгода он снова попадет в больницу. Однако Эмми не намерена мириться с этим. Она садится на кровать к Али и держит его за руку.

## В ролях
- Бригитта Мира — Эмми Куровски
- Эль Хеди Бен Салем — Али
- Барбара Валентин — Барбара, барменша
- Ирм Херман — Криста, дочь Эмми
- Райнер Вернер Фасбиндер — Ойген, её муж
- Карл Шейдт — Альберт
- Эльма Карлова — фрау Каргус
- Анита Бухер — фрау Эллис
- Густи Крайссль — Паула
- Вальтер Зедльмайр — Ангермайер, торговец продуктами
- Лизелотта Эдер — фрау Мюнхмайер
- Марквард Бом — Грубер, сын домовладельца
- Харк Бом — врач

## Награды
- Каннский кинофестиваль 1974: 
  - Приз ФИПРЕССИ[5]
  - Приз экуменического жюри[6]
- Международный кинофестиваль в Чикаго:
  - Серебряный Хьюго[7]
- Deutscher Filmpreis:
  - Лучшая женская главная роль[8]

## Критика
Оксана Тимофеева пишет о том, что «Страх съедает душу» «и сегодня, сорок лет спустя, остается одним из лучших антифашистских, антирасистских, антиксенофобских фильмов». В фильме нет «сцен чудовищного насилия, нет тяжелого драматизма, трагического надрыва, зато есть ирония и даже, пусть не всегда распознаваемые, элементы комедии». Фашизм, который показывает Фасбиндер, «обретается не в лагерях смерти и не в газовых камерах, а в самой обыденной реальности»: «Общественное тело фашизма складывается из обывателей с выеденными страхом душами». У главных героев «всё разное — он мужчина, молодой, мигрант, она — женщина, пожилая, немка», однако их «не только и не столько любовь», а скорее «принадлежность к рабочему классу»: «Это фильм о любви угнетённых — причем, у каждой стороны свой опыт угнетения, и из разности этих опытов складывается трудная диалектика, в которой любовь оказывается неотличима от солидарности».

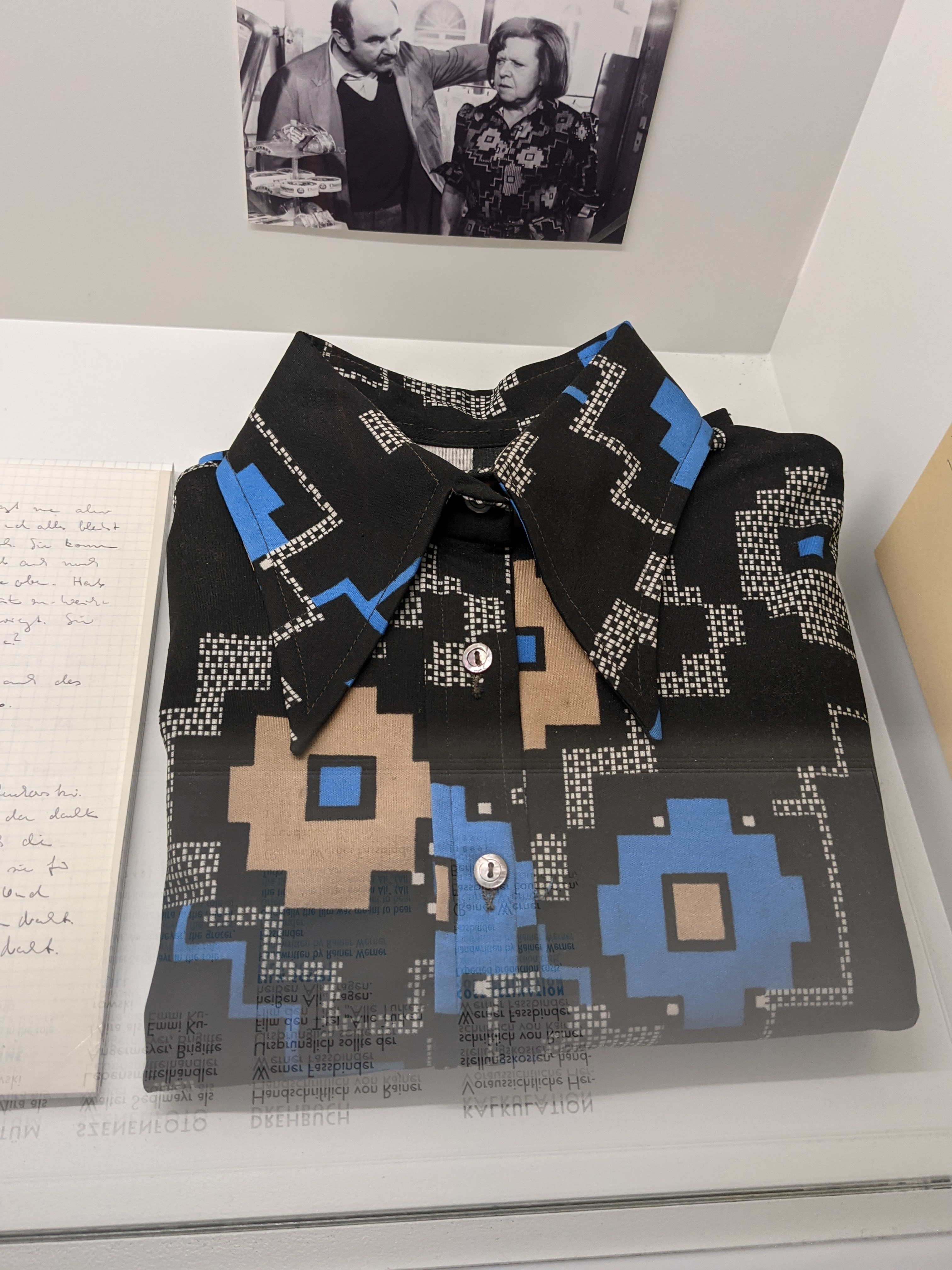
Костюм главной героини фильма и кадр из фильма на экспозиции в Музее кино и телевидения (Берлин)

Пятнадцатый фильм Фассбиндера достаточно точно следует шаблону, заданному фильмом Сирка «Всё, что дозволено небесами». Фассбиндер использует стилизацию Сирка, цвет, свет, ракурс, кадрирование. Он не только принимает условности мелодрамы, заданные Сирком, но и усугубляет их, усиливая социальные типажи, встраивая персонажей в жестко заданные рамки социальных классов. Всеми этими способами Фассбиндер добивается отстранения зрителя от эмоционального соучастия и сочувствия персонажам, заставляя его воспринимать историю на интеллектуальном уровне, приходя к пониманию, как возраст, социальный статус, экономический класс определяют способ существования персонажей. Али и Эмми, вполне предсказуемо в начале своего романа столкнувшись с полным неприятием окружающих, вернувшись из путешествия, обнаруживают перемену в отношении общества. Окружающие теперь принимают их, но это принятие не выходит за рамки тех социальных ролей, которые позволяют их эксплуатировать.
Фассбиндер продвигает своё убеждение, что «любовь лучший, самый коварный, самый эффективный инструмент социального подавления», и «Страх съедает душу» — невозмутимая иллюстрация его точки зрения. Уменьшение социального давления приводит героев к одиночеству, они находят, что определяют свои личные отношения, ориентируясь на те же предубеждения, что и остальные, и становятся похожи на тех, кто презирал их.
Фассбиндер указывает на то, что «фильмы, которые говорят о чувствах, которые, вы верите, у вас есть, реально вы не испытываете, это чувства, которые, вы думаете, у вас должны быть как у правильного члена общества, — такие фильмы должны быть холодные». Тем не менее холодность фильма сама по себе вызывает чувства у зрителей, своей холодностью заставляя их основательно промерзнуть. Таким образом, можно отметить парадоксальную способность Фассбиндера снимать фильмы, которые заставляют зрителя не только думать, но и чувствовать.

## Связь с другими произведениями
- Похожую историю рассказывает горничная в фильме «Американский солдат»:

«Судьба не всегда забавна. В Гамбурге жила уборщица, её звали Эмми, и было ей уже 60 или 65 лет, и однажды, когда она возвращалась домой, начался сильный дождь, и поэтому она заходит в бар, в такой бар для гастарбайтеров, и она садится и пьет колу. Вдруг один парень просит её потанцевать с ним. Он ужасно крупный с безумно широкими плечами. Она находит его привлекательным и танцует с ним. Потом он садится к ней и разговаривает. Он говорит, что ему негде жить, и Эмми предлагает ему пойти с ней.
Да, и дома он переспал с ней, а через несколько дней сказал, что они должны пожениться. Ну они и поженились.
Вдруг Эмми очень помолодела, сзади она выглядела примерно на 30, и полгода они жили безумно счастливо. У них постоянно были вечеринки. Но однажды Эмми нашли мёртвой, убитой. А у неё на шее был такой след от кольца-печатки.
Полиция арестовала её мужа. Его звали Али, и на кольце тоже стояла буква А. Но он сказал, у него много друзей, которых зовут Али, и у них у всех есть такое кольцо-печатка. Тогда они допросили в Гамбурге всех турок по имени Али. Но многие снова вернулись в Турцию, а другие ничего не поняли».

- Благодаря этому фильму получила своё название группа GusGus (Барбара готовит Али кус-кус)